# Риття

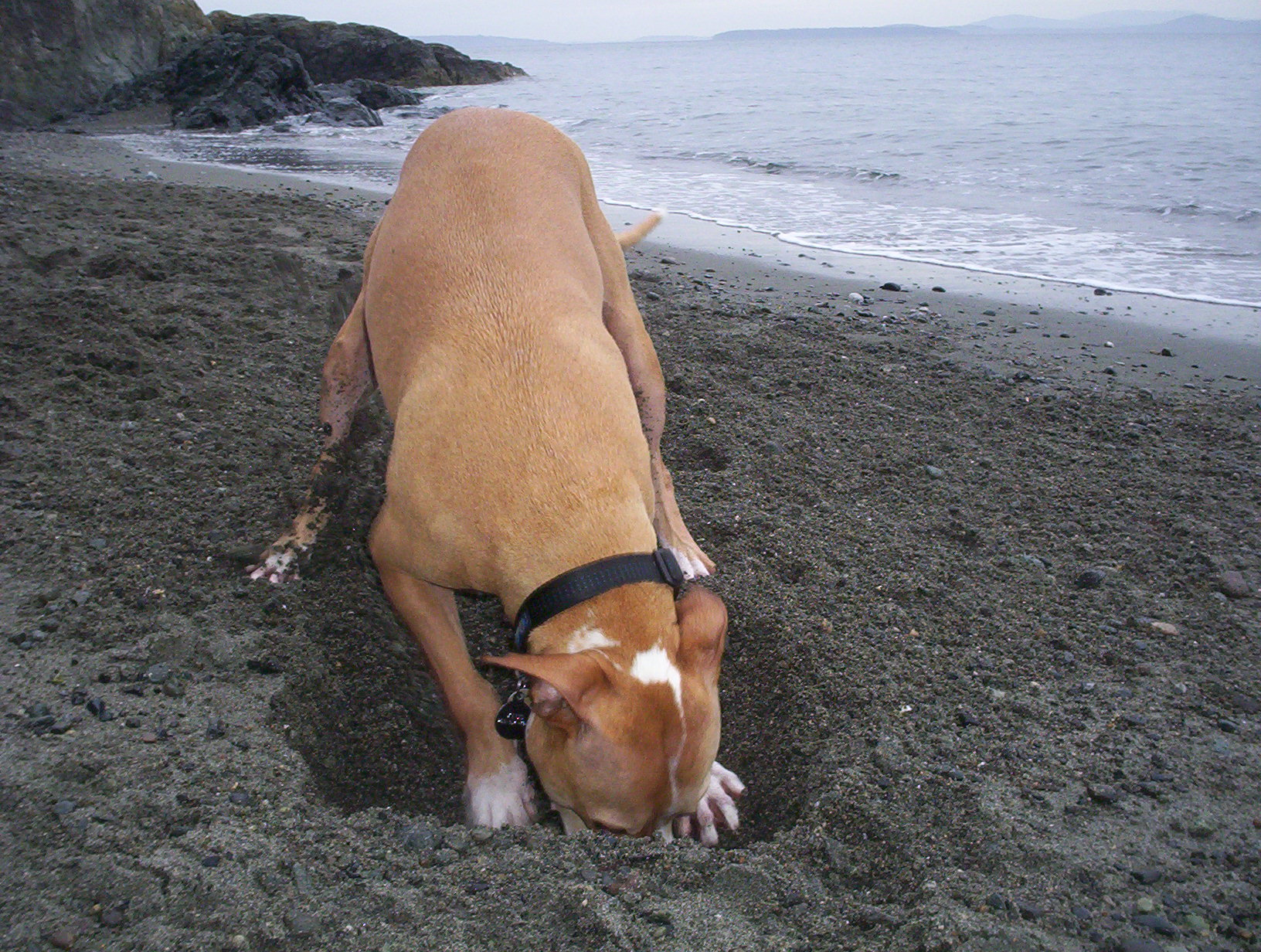
Собака риє яму на пляжі.

Риття, копання — процес викопування, виймання, викидання ґрунту, піску, каміння, породи з земляної ями, рову, чи заглиблення абощо за допомогою кігтів, рук, ручних інструментів чи важкої техніки.  
Риття є комбінацією двох процесів — роздрібнення чи ділення поверхні й виймання та переміщення матеріалу.
У простішому випадку цього можна досягти єдиним рухом, коли один інструмент відділяє частину поверхні, і одразу ж переміщує її геть від структури яку копають. 
Багато видів тварин займаються риттям, як для побудови  нір, так і для пошуку їжі чи води під поверхнею землі. Протягом історії люди теж займались риттям з обох цих причин, а також з багатьох інших, таких як сільське господарство та садівництво, пошук корисних копалин, підготовка будівництва, фортифікація та ірригація, а також Археологічні розкопки, пошук скам'янілостей та каменів в палеонтології та геології та поховання мертвих.

## Людське риття

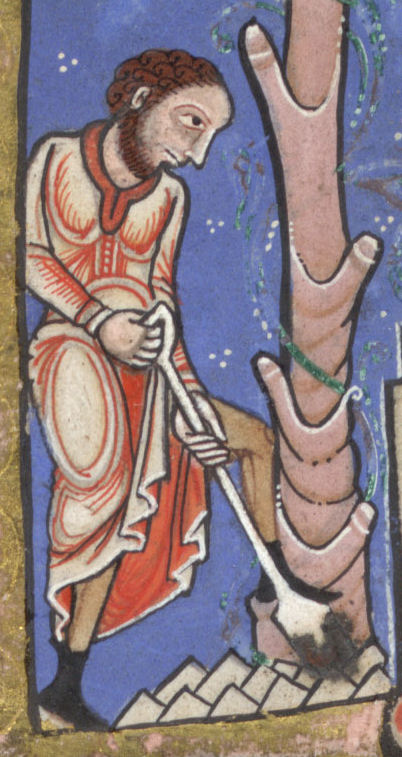
Чоловік копає, ілюстрація дванадцятого столілля

### Причини

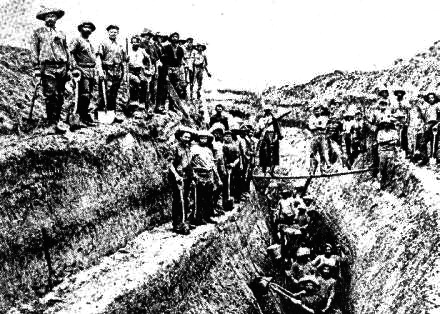
Група людей викопує каурійський копал в Новій Зеландії

Люди копають ями з багатьох різних причин. Вже давно було помічено що люди мають ніби інстинктивну тягу копати ями в землі, особливо виражену в дитинстві.
Як і інші тварини, люди копають в землі, аби знайти їжу і воду. Обшиті деревом криниці відомі в культурі лінійної кераміки. Серед тварин люди унікальні практикою поховання мертвих. Поховання, особливо з похоронними предметами, напевне є однією з найперших форм релігійної практики, бо, як зауважує Філіп Ліберман, воно може означати "турботу про мертвих яка переходить межі повсякденного життя".